# 加門七海
加門 七海（かもん ななみ）は、日本の小説家、エッセイスト。

## 経歴・人物
東京都墨田区生まれ。多摩美術大学大学院修了。学芸員として美術館に勤務。1992年、『人丸調伏令』で小説家デビュー。日本古来の呪術・風水・民俗学などに造詣が深く、小説やエッセイなどさまざまな分野で活躍している。また、オカルト・ルポルタージュでも注目を集めている。ひとり百物語を特技とするほど、心霊体験も豊富。2009年8月22日、NHK-BS2の『最恐!怪談夜話』にて逸話を披露している。2012年からは、小説家の福澤徹三、アンソロジストの東雅夫とともに、てのひら怪談大賞の選考委員を務めている。なお、星野之宣は、加門七海からの菊理媛は何を言ったのかという質問から、『宗像教授伝記考』の「菊理媛は何を告げたか」を創作した。

## 著作

### ジュニア小説

#### 人丸調伏令シリーズ
- 人丸調伏令（1992年5月 朝日ソノラマ文庫）
- 人丸調伏令 鬼王変幻（1992年11月 朝日ソノラマ文庫）
- 人丸調伏令 雨夜傾情（1993年9月 朝日ソノラマ文庫）
- 人丸調伏令 風恋遷化（1994年3月 朝日ソノラマ文庫）
  - 【改題・加筆】人丸調伏令 完全版（2000年5月 ソノラマノベルス【上下】）

#### じぱんぐ!シリーズ
- じぱんぐ！（1994年11月 富士見ファンタジア文庫）
- じぱんぐ！2 ワニたちに明日はない（1995年9月 朝日ソノラマ文庫）

#### 晴明。シリーズ
- 晴明。 暁の星神（1995年6月 朝日ソノラマ文庫）
- 鬼哭。 続・晴明（1996年5月 朝日ソノラマ文庫【上下】）
  - 【改題・加筆】晴明。 完全版（2000年2月 ソノラマノベルス）

#### シリーズ外
- あの風に訊け（1999年3月 角川書店）
  - あの風に訊け1 河図篇（2003年6月 角川ビーンズ文庫）
  - あの風に訊け2 洛書篇（2003年11月 角川ビーンズ文庫）
- 呪の血脈（2000年5月 角川春樹事務所 / 2004年2月 富士見ミステリー文庫）
- 科戸の風の天の八重雲 囚われの媛神（2004年2月 ソノラマノベルス）

### 一般小説
- くぐつ小町（1996年2月 河出書房新社）
  - 【改題】くぐつ小町―平安朝妖異譚（1999年12月 河出文庫）
- 蠱（1996年8月 集英社 / 1999年2月 集英社文庫）
- 死弦琴妖変（2000年2月 富士見書房）
- 大江山幻鬼行（2000年10月 祥伝社文庫）
- おしろい蝶々（2002年1月 角川書店）
- 環蛇銭（2002年5月 講談社）
- 常世桜 地神盲僧、妖ヲ謡フ（2002年10月 マガジンハウス）
- 女切り（2004年9月 ハルキホラー文庫）
- 203号室（2004年9月 光文社文庫 / 新装版 2022年7月）
- 真理（2005年7月 光文社文庫）
- オワスレモノ（2006年3月 光文社文庫）
- 美しい家（2007年4月 光文社文庫）
- 祝山（2007年9月 光文社文庫）
- 鳥辺野にて（2008年10月 光文社文庫）
- 目嚢-めぶくろ-（2016年10月 光文社文庫）
- 着物憑き（2019年11月 集英社）

### 怪談実話集
- 怪談徒然草（2002年8月 ダ・ヴィンチブックス / 2006年3月 角川ホラー文庫）
- 怪のはなし（2008年12月 集英社 / 2011年12月 集英社文庫）
- 怪談を書く怪談（2013年12月 メディアファクトリー 幽ブックス）
  - 【改題】船玉さま 怪談を書く怪談（2022年2月 角川ホラー文庫）
- たてもの怪談（2016年7月 エクスナレッジ / 2024年12月 角川ホラー文庫）

### 雑誌掲載
怪談小説
- いたって、いいじゃない。（2012年10月 『Mei（冥）』vol.001）
- 怒る女（2013年4月 『Mei（冥）』vol.002）
- 感染る写真（2013年10月 『Mei（冥）』vol.003）
- 寂しい少女（2014年4月 『Mei（冥）』vol.004）

### ノンフィクション
- 大江戸魔方陣 徳川三百年を護った風水の謎（1994年10月 河出書房新社 / 1997年9月 河出文庫文芸COLLECTION / 2020年8月 朝日文庫）
- 東京魔方陣 首都に息づくハイテク風水の正体（1994年10月　河出書房新社 / 1997年10月 河出文庫文芸COLLECTION）
- 平将門は神になれたか（1993年7月 ペヨトル工房）
  - 【改題】平将門魔方陣（1996年11月 河出文庫文芸COLLECTION）
- うわさの神仏 日本闇世界めぐり（1998年6月 集英社 / 2001年6月 集英社文庫）
- うわさの神仏 其ノ二 あやし紀行（1999年7月 集英社 / 2002年8月 集英社文庫）
- 黄金結界 甲州埋蔵金の呪いに挑む（1999年12月 河出書房新社）
- 江戸・TOKYO陰陽百景（2003年9月 講談社）
  - 【改題】うわさの神仏 其ノ三 江戸・TOKYO陰陽百景（2007年5月 集英社文庫）
- うわさの人物 神霊と生きる人々（2007年4月 集英社 / 2010年3月 集英社文庫）
- お祓い日和 その作法と実践（2009年7月 メディアファクトリー）
- 「怖い」が、好き！（2010年3月 理論社 / 2012年6月 イースト・プレス）
- もののけ物語（2010年11月 メディアファクトリー / 2014年1月 角川文庫）
- 猫怪々（2011年11月 集英社 / 2014年11月 集英社文庫）
- 鍛える大地（2012年8月 メディアファクトリー）
- 霊能動物館（2014年11月 集英社/ 2017年11月 集英社文庫）
- 墨東地霊散歩（2015年8月 青土社）
- お咒い日和 その解説と実際（2017年7月 KADOKAWA / 2020年7月 角川文庫）
- 呪術の日本史（2021年4月 宝島社 / 2023年12月 宝島SUGOI文庫）
- 神を創った男 大江匡房（2023年6月 笠間書院）
- 呪術講座 入門編（2024年3月 KADOKAWA）
- 陰陽師の日本史（2024年4月 宝島社）

### 共著・対談他
- マレー半島すちゃらか紀行（1995年7月 新潮社 / 1998年9月 新潮文庫）
- 文藝百物語（1997年7月 ぶんか社 / 2001年9月 角川ホラー文庫）
- 京都異界紀行 千年の魔都の水脈（2000年8月 原書房）
- 響鬼探究（2007年7月 国書刊行会）
- 心霊づきあい 11人の作法（2008年8月 メディアファクトリー / 2011年6月 MF文庫ダ・ヴィンチ）
- 女たちの怪談百物語（2010年11月 メディアファクトリー 幽BOOKS / 2014年1月 角川ホラー文庫）
- ぼくらは怪談巡礼団（2014年6月 メディアファクトリー）
- パワースポットの歩き方 スペシャリストに聞く聖地のヒミツ（2016年1月 HONKOWAコミックス）
- パワースポットの歩き方 京都・奈良編（2017年7月 HONKOWAコミックス）
- 加門七海の鬼神伝説（2020年7月 朝日新聞出版）

### アンソロジー
「」内が収録されている加門七海の作品
- 異形コレクション1 ラヴ・フリーク（1998年1月 廣済堂文庫）「女切り」
- 舌づけ（1998年7月 祥伝社文庫）「恋人」
- おぞけ（1999年12月 祥伝社文庫）「夜行」
- 十二宮12幻想（2000年1月 エニックス / 2002年5月 講談社文庫）「二十九日のアパート」
- 異形コレクション綺賓館2 雪女のキス（2000年12月 光文社カッパ・ノベルス）「雪」
- 鬼・鬼・鬼（2002年4月 祥伝社ノン・ノベル）「大江山幻鬼行」
- 紫迷宮（2002年12月 祥伝社文庫）「迷い子」
- らせん階段（2003年5月 ハルキ文庫）「アメ、よこせ」
- 怪談実話系 書き下ろし怪談文芸競作集（2008年6月 MF文庫ダ・ヴィンチ）「茶飲み話」
- 怪談実話系2 書き下ろし怪談文芸競作集（2009年6月 MF文庫ダ・ウィンチ）「いきよう」
- 怪談実話系3 書き下ろし怪談文芸競作集（2010年2月 MF文庫ダ・ウィンチ）「誘蛾灯」
- 怪談実話系4 書き下ろし怪談文芸競作集（2010年6月 MF文庫ダ・ウィンチ）「浅草純喫茶」
- 怪談実話系5 書き下ろし怪談文芸競作集（2010年12月 MF文庫ダ・ウィンチ）「船玉さま」
- 怪談実話系/愛　書き下ろし怪談文芸競作集（2013年11月 MF文庫ダ・ウィンチ）「とある三味線弾きのこと」
- 七人怪談（2024年12月 KADOKAWA）「貝田川」
- 影牢 現代ホラー小説傑作集（2024年12月 角川ホラー文庫）「迷い子」
- 血ぬられた都市伝説 キミが開く恐怖の扉 ホラー傑作コレクション（2025年2月 汐文社）「アメ、よこせ」

### 絵本原作
- 怪談えほん5 ちょうつがい きいきい（2012年3月 岩崎書店） - 絵・軽部武宏

### コミック原案

#### 怪奇心霊語りシリーズ
作画：JET
- 怪奇心霊語り 埋蔵金発掘の怪奇編（2013年3月 朝日新聞出版 HONKOWAコミックス）
- 怪奇心霊語り 上野・彰義隊の怪編（2013年3月 朝日新聞出版 HONKOWAコミックス）
- 怪奇心霊語り 鬼神来訪の怪編（2009年8月 朝日新聞出版 HONKOWAコミックス）
- 怪奇心霊語り 光と闇のシャーマン編（2013年3月 朝日新聞出版 HONKOWAコミックス）

### 七海さんのオバケ生活シリーズ
作画：みつつぐ 
- 七海さんのオバケ生活1（2023年2月 朝日新聞出版 HONKOWAコミックス）
- 七海さんのオバケ生活2（2024年2月 朝日新聞出版 HONKOWAコミックス）

#### ノンシリーズ
- 怪談徒然草 出雲大社大遷宮の夜（2015年2月 朝日新聞出版 HONKOWAコミックス） - 作画・JET

## 編集

### てのひら怪談シリーズ
加門七海・福澤徹三・東雅夫 編
- てのひら怪談1 ビーケーワン怪談大賞傑作選（2007年2月 ポプラ社）
  - 【改題】てのひら怪談 ビーケーワン怪談大賞傑作選（2008年6月 ポプラ文庫）
- てのひら怪談2 ビーケーワン怪談大賞傑作選（2007年12月 ポプラ社）
  - 【改題】てのひら怪談 己丑 ビーケーワン怪談大賞傑作選（2009年6月 ポプラ文庫）
- てのひら怪談 庚寅 ビーケーワン怪談大賞傑作選（2010年6月 ポプラ文庫）
- てのひら怪談 辛卯 ビーケーワン怪談大賞傑作選（2011年5月 ポプラ文庫）
- てのひら怪談 壬辰 ビーケーワン怪談大賞傑作選（2012年5月 ポプラ文庫）
- てのひら怪談 癸巳（2013年12月 MF文庫ダ・ヴィンチ）

番外編
- てのひら怪談 百怪繚乱篇 ビーケーワン怪談大賞傑作選（2008年6月 ポプラ社）

## その他
- 陰陽師0（2024年） - 呪術監修[10][11]